# Chromadoropsis pacifica
Chromadoropsis pacifica (syn. Metachromadora pacifica) is een rondwormensoort uit de familie van de Desmodoridae.